# Гогенлоэ-Лангенбург, Альфонсо
Альфонсо Максимилиано Викторио Эухенио Алехандро Мария Пабло де ла Санти-Сима Тринидад и Тодос лос Сантос фон Гогенлоэ-Лангенбург (исп. Alfonso de Hohenlohe-Langenburg; 28 мая 1924 — 21 декабря 2003) — испанский аристократ и бизнесмен, известный своим продвижением испанских курортов Марбелья и Коста-дель-Соль. Основатель отеля Marbella Club Hotel.

## Предыстория
Родился 28 мая 1924 года в Мадриде. Старший сын князя Максимилиана Эгона цу Гогенлоэ-Лангенбург (1897—1968) и Марии де ла Пьедад де Итурбе и фон Шольц-Херменсдорфф маркизе де Бельвис де лас Навас (известном как Пьедита) (1892—1990), дочери Мануэля Адриана де Итурбе и дель Вильяр, мексиканского посла в Санкт-Петербурге, Вене, Париже и Мадриде, и Марии де ла Тринидад фон Шольц-Херменсдорфф и Каравака, маркизы де Бельвис де лас Навас. Гогенлоэ происходил по отцовской линии из семьи, которая вела свою историю с XII века. Его предки были правящими князьями Священной Римской империи в XVI веке в Вюртемберге до вторжения Наполеона I. Его мать, маркиза де Бельвис де лас Навас, баскского происхождения, внучка Франсиско-Марии де Итурбе, министра финансов Мексики. Король Испании Альфонсо XIII был его крестным отцом на крестинах в королевском дворце.
У Альфонсо было пять братьев и сестер: Мария Франческа (известная как Пимпинелья, его старшая сестра, маркиза де Бельвис де лас Навас), Кристиан, Элизабет, Макс Эмануэль и Беатрис (известная как Тину).
Наследственное богатство семьи Гогенлоэ было истощено в XX веке. Его мать потеряла поместья в ходе Мексиканской революции, а после падения Третьего рейха имущество в Германии и Чехословакии.

## Ранняя жизнь
Альфонсо получил образование у частных репетиторов в Богемии и Испании. Свободно владел немецким, испанским, французским и английским.
В 1947 году начал покупать землю в Марбелье  Он продавал участки различным богатым и влиятельным друзьям, включая семьи Ротшильдов и Тиссенов. В 1954 году создал Marbella Club, первый отель Коста-дель-Соль, привлекший многих знаменитостей того времени в бывшую рыбацкую деревню. 3 августа 1954 года пережил авиакатастрофу в Престоне, штат Коннектикут.
Семейное состояние пополнилось женитьбой в 1955 году на 15-летней австро-итальянской принцессе Ире фон Фюрстенберг, наследнице Фиата. Молодость невесты вызвала некоторый скандал в высшем обществе, но пара получила папское разрешение на брак. На 16-дневной свадебной вечеринке присутствовало 400 гостей. Пять лет спустя брак был расторгнут разводом в Мехико после того, как Ира оставила его чтобы выйти замуж за печально известного плейбоя 1950-х годов Франсиско «Бэби» Пиньятари (1916—1977). В 1969 году от церкви было получено ещё одно папское разрешение, на этот раз для аннулирования брака.

## Семья
Женился на своей первой жене княгине Ире фон Фюрстенберг (1940—2024) 17 сентября 1955 года (гражданский) и 21 сентября 1955 года (религиозный) в Венеции, Италия. Пара развелась в 1960 году, аннулирована в 1969 году. У них было два сына:
- Кристоф «Кико» фон Гогенлоэ-Лангенбург (8 ноября 1956 — 6 августа 2006), женат не был. Детей не имел. Умер в тюрьме в Таиланде, где сидел за незаконное продление визы вручную.
- Хубертус Гогенлоэ-Лангенбург (род. 31 мая 1959), в 2019 году женился на Симоне Гандольфи (род. 1966). Детей у них нет.

3 мая 1973 года вторым браком он женился на бывшей актрисе и модели Джослин Лейн (род. 16 мая 1937) в Марбелье, с которой у него родилась дочь:
- Арриана Тереза Мария фон Гогенлоэ-Лангенбург (род. 15 октября 1975), 30 июня 2001 года, вышла замуж за Денни Диксона Бордмана (род. 1945). У пары есть одна дочь:
  - Олимпия Грейс Бордман (род. июль 2008)

15 февраля 1991 года женился третьим браком на Мэрилис Хилинг (1941—2000) в Вадуце.
Он также был отцом Дезире фон Гогенлоэ, родившейся в 1980 году от его отношений со швейцарской моделью Хайди Бальзар.

## Поздняя жизнь
После развода у него были широко разрекламированные отношения с актрисами Авой Гарднер и Ким Новак. В 1973 году женился на актрисе Джослин Лейн. Это тоже был бурный брак, закончившийся разводом в 1985 году.
В 1990-х годах спекулянт недвижимостью Хесус Хиль-и-Хиль стал мэром Марбельи, и город вступил в строительный бум. Принц уехал, продав свои акции в Марбельском клубе из-за растущей связи этого района с арабскими торговцами оружия и русской мафией, чьё заметное потребление было приправлено насилием. Он переехал в город Ронда и с новой женой Мэрилис Хилинг успешно занялся виноделием. Его последняя жена умерла 2 ноября 2000 года, по-видимому, покончив с собой, в том же году, когда он узнал, что у него рак простаты. Альфонсо Гогенлоэ-Лангенбург скончался в Марбелье 21 декабря 2003 года в возрасте 79 лет.